# Vatrogasci
Vatrogasac je osoba koja je obučena za gašenje požara, sudjelovanje u provedbi preventivnih mjera zaštite od požara i eksplozija, spašavanja ljudi i imovine ugroženih požarom i eksplozijom, pružanja tehničke pomoći u nezgodama i opasnim situacijama te obavljanja drugih poslova u ekološkim i inim nesrećama.
Dan sv. Florijana, ujedno i dan hrvatskih vatrogasaca, obilježava se 4. svibnja.

## Opis zanimanja
Vatrogasnu djelatnost obavljaju vatrogasne postrojbe, dobrovoljna vatrogasna društva i vatrogasne zajednice kao stručne i humanitarne organizacije koje ostvaruju prava na olakšice i povlastice, sukladno propisima.
Vatrogasna postrojba može biti:
1. javna vatrogasna postrojba koja se osniva za područje općine ili grada, dobrovoljna ili profesionalna,
2. postrojba dobrovoljnoga vatrogasnog društva,
3. profesionalna vatrogasna društva,
4. postrojba dobrovoljnoga vatrogasnog društva u gospodarstvu,
5. postrojba za brzo djelovanje (u daljnjem tekstu: intervecijska postrojba).

Od sredine 2000. godine javne (profesionalne) vatrogasne postrojbe financiraju se iz lokalne uprave i samouprave, a njihovi osnivači postaju gradovi.
Vatrogasne organizacije u Hrvatskoj su: Hrvatska vatrogasna zajednica, Državna uprava za zaštitu i spašavanje – Odjel za vatrogastvo (gdje se nalazi i Glavni vatrogasni zapovjednik RH) te Udruga profesionalnih vatrogasaca Hrvatske.
Kako bi bili što učinkovitiji na intervenciji, vatrogasci u svakome trenutku moraju biti spremni. Radni dan profesionalnih vatrogasaca strogo je određen a uključujue uvježbavanje taktičkih zadataka (kojima se simuliraju razne situacije poput požara na 5. katu, požara u bolnici, spašavanja s visine i sl.), provjeru vozila i opreme te naravno kondicione vježbe. 
Unutar 60 sekundi od dojave o požaru, vatrogasci moraju potpuno opremljeni izići vozilima iz Vatrogasne postrojbe i krenuti prema mjestu intervencije.

## Vatrogasna oprema

### Osobna zaštitna oprema
- Zaštitna odjeću i obuća, koja se izrađuje od materijala otpornog na atmosferske utjecaje, kiseline, lužine, toplinu i mehanička oštećenja. Pogodna je za nošenje u uvjetima koji se stvaraju pri požaru ljeti i zimi. Ona uključuje zaštitnu jaknu i hlače ili kombinezon, zaštitne rukavice i kožne čizme s ojačanim đonom i čeličnom kapicom. Zaštitna oprema koja se koristi u Hrvatskoj prilagođena je normi EN 469.

- vatrogasna kaciga
- penjački opasač s priborom
- zaštitna maska

### Skupna zaštitna oprema
- penjačko i radno uže
- odijela za zaštitu od topline
- odijela za zaštitu od agresivnih tvari (kemikalija)
- odijela za RKB-zaštitu (za zaštitu od kontaminacije)
- aparati za zaštitu dišnih organa
- dozimetri i detektori te pribor za dekontaminaciju
- eksplozimetar
- svjetiljka u sigurnosnoj izvedbi
- druga oprema.

### Oprema za gašenje
- Vatrogasne cijevi namijenjene su za dopremanje sredstva za gašenje (npr. vode, mješavine vode i pjenila, pjenila, praha i dr.) do požara.

- Mlaznice su vatrogasne armature koje služe za formiranje i usmjeravanje mlaza vode prema požaru ili nekom drugom objektu.

Dizajni današnjih vatrogasnih cijevi potječu iz 17. stoljeća, kada su ih patentirali nizozemski izumitelji.

## Vanjske poveznice
- Portal vatrogasaca Hrvatske
- Udruga profesionalnih vatrogasaca Hrvatske
- Vatrogastvo Hrvatska tehnička enciklopedija, portal hrvatske tehničke baštine. LZMK

- Vatrogasna tehnika Hrvatska tehnička enciklopedija, portal hrvatske tehničke baštine. LZMK

- Vatrogastvo i upravljanje požarima Hrvatska tehnička enciklopedija, portal hrvatske tehničke baštine. LZMK